# Colobus angolensis
Colobus angolensis là một loài động vật có vú trong họ Cercopithecidae, bộ Linh trưởng. Loài này được P. Sclater mô tả năm 1860.
Giống như tất cả các loài khỉ Colobus đen trắng khác, loài này có bộ lông màu đen và khuôn mặt đen, được bao quanh bởi những lọn lông dài màu trắng. Nó cũng có một lớp lông trắng trên vai. Đuôi dài và mỏng có thể có màu đen hoặc trắng, nhưng đầu luôn có màu trắng. Có một sự thay đổi đáng kể theo khu vực về tổng số lượng màu trắng trên cơ thể và độ dài của lông. Chúng sinh sống trên núi có bộ lông dài và dày hơn so với những cá thể ở vùng thấp hơn để bảo vệ chúng khỏi thời tiết lạnh.
Chiều dài từ 50 đến 70 cm, con đực thường lớn hơn con cái. Đuôi dài khoảng 75 cm, trọng lượng cơ thể dao động từ 9 đến 20 kg. Chế độ ăn của loài này bao gồm khoảng 2/3 lá và 1/3 quả và hạt. Quần thể ở Đông Tanzania sống chủ yếu bằng quả chín, bổ sung đủ lá.

## Hình ảnh

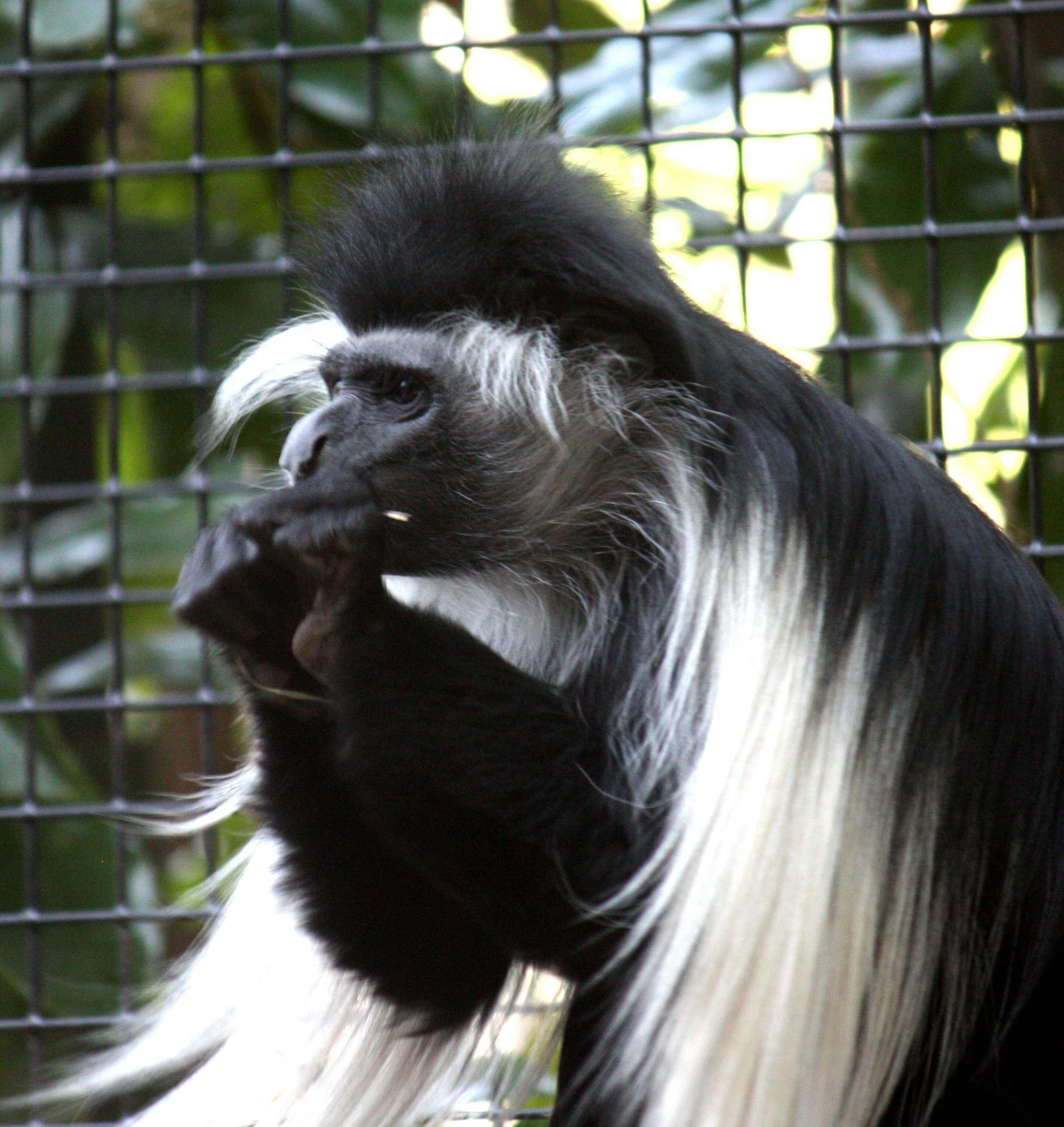
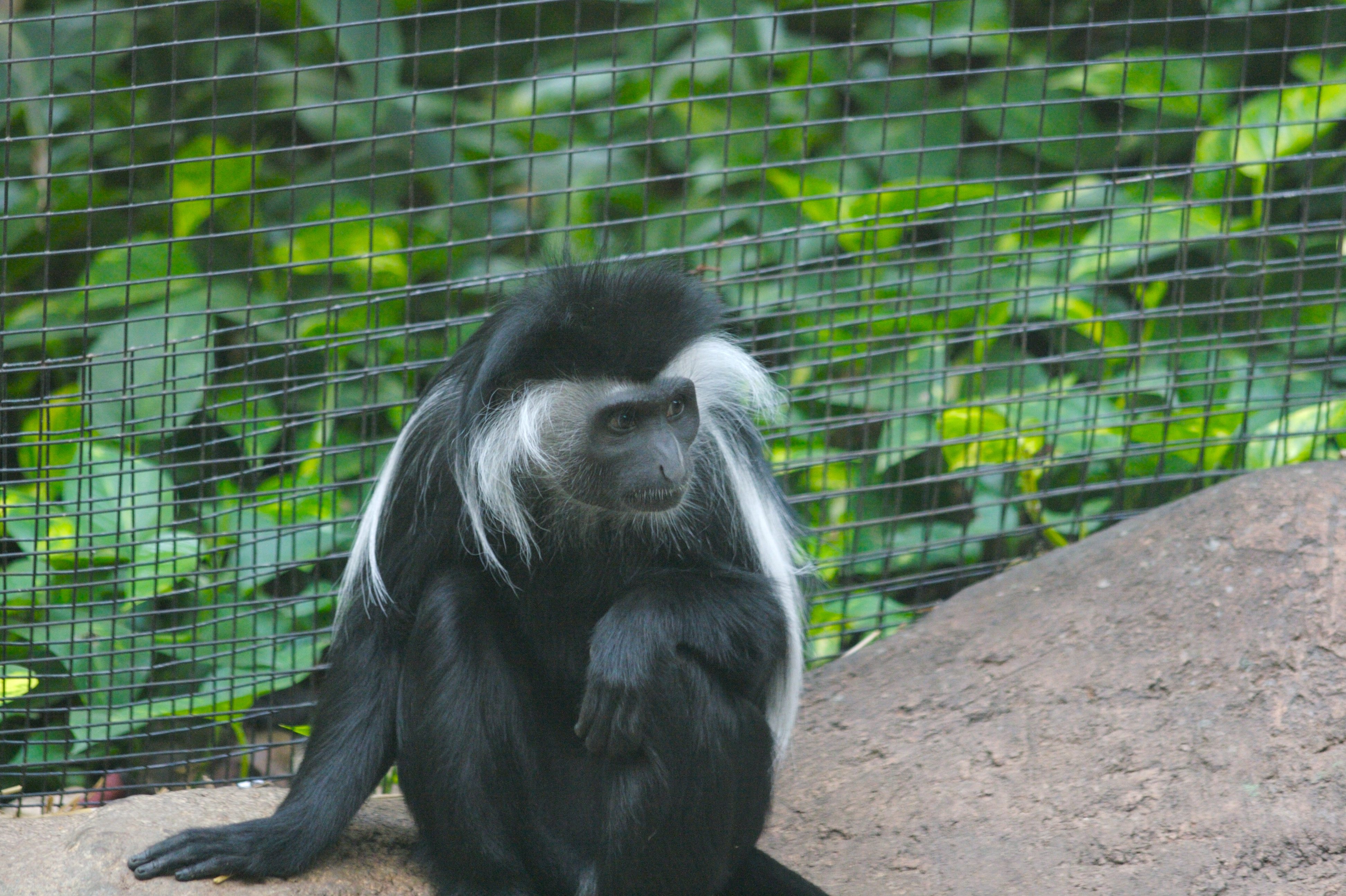
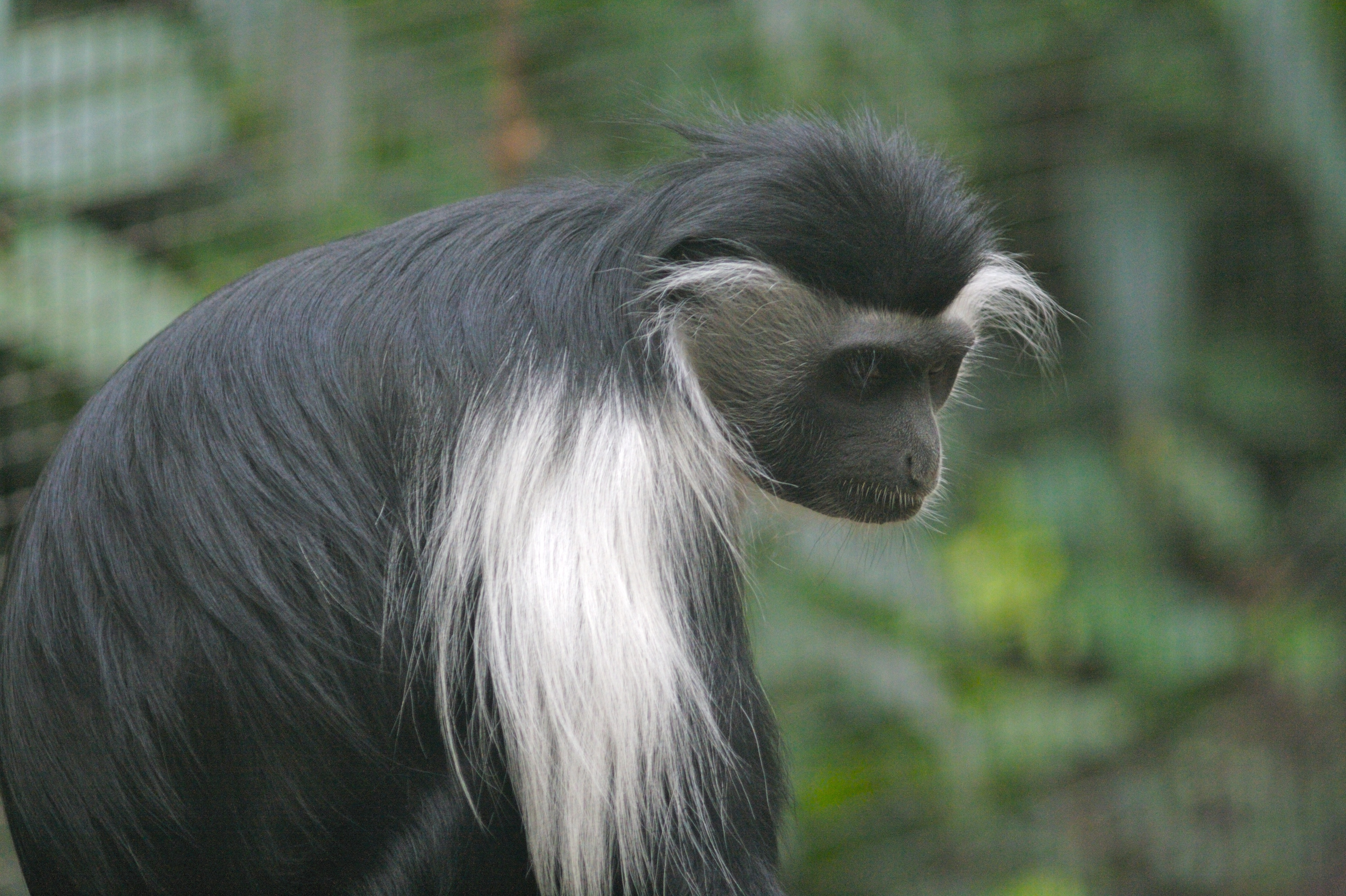